# 92 Dywizja Strzelecka (ZSRR)
92 Dywizja Strzelecka (ros. 92-я стрелковая дивизия) – związek taktyczny (dywizja) Armii Czerwonej z okresu II wojny światowej.
W 1945 roku razem z 135 Dywizją Strzelecką, 245 Dywizją Strzelecką i 286 Dywizją Strzelecką wchodziła w skład 115 Korpusu Strzeleckiego. W czasie walk na ziemiach polskich 92 KS dowodził płk Matwiej Winogradow. Dywizja uczestniczyła w ofensywie Armii Czerwonej rozpoczętej 12 stycznia 1945 roku, biorąc udział m.in. w przełamaniu niemieckich fortyfikacji Stellung a2.

## Struktura organizacyjna
- 22 Pułk Strzelecki
- 203 Pułk Strzelecki
- 317 Pułk Strzelecki
- 60 Pułk Artylerii[4]